# Fanal

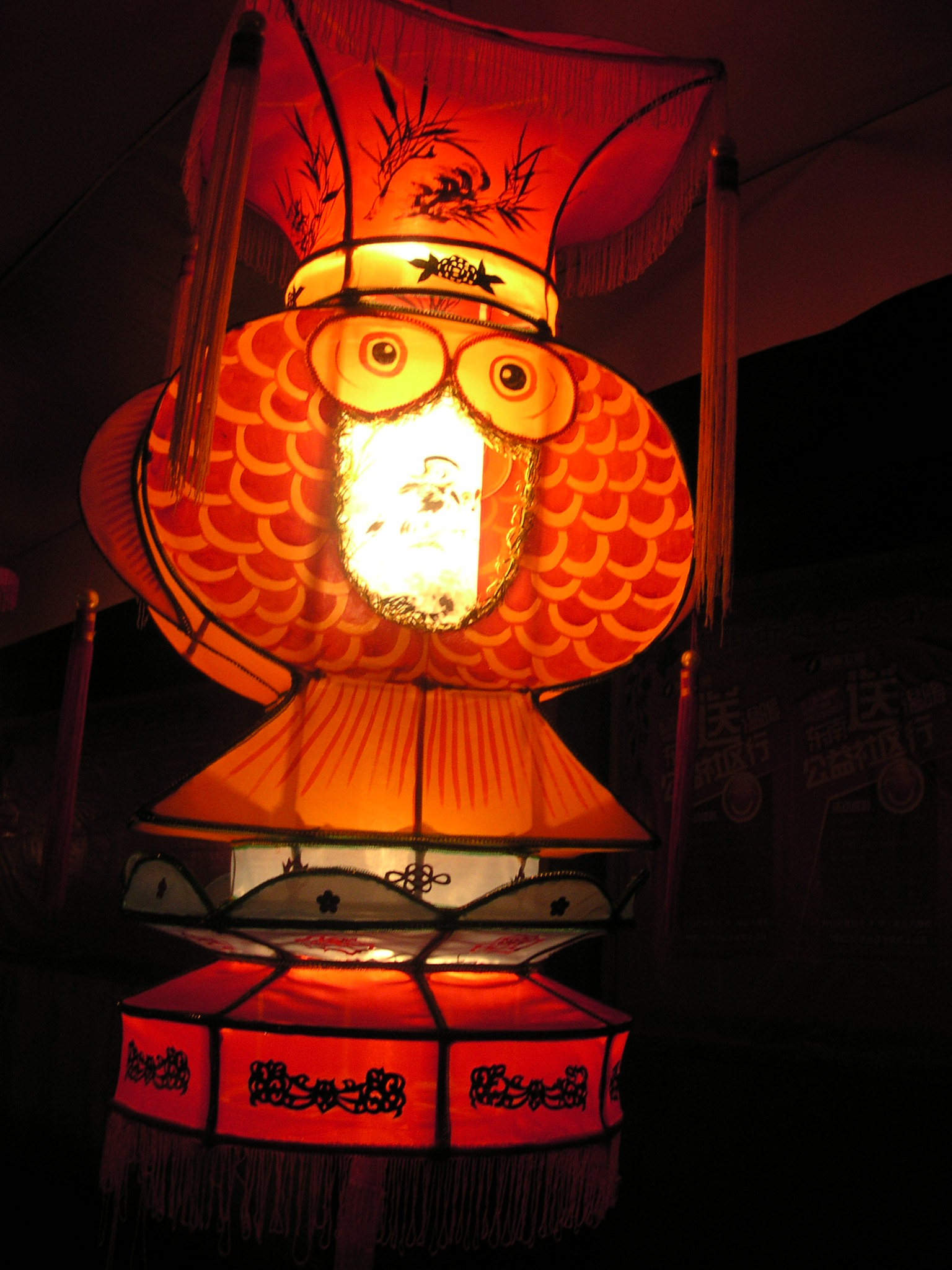
Fanal xinès

 Un  fanal  o faró és una caixa amb parets de vidre o una altra matèria similar i amb respirador a la part superior dins de la qual s'hi posa una font lluminosa de manera que il·lumini i no s'apagui amb l'aire.

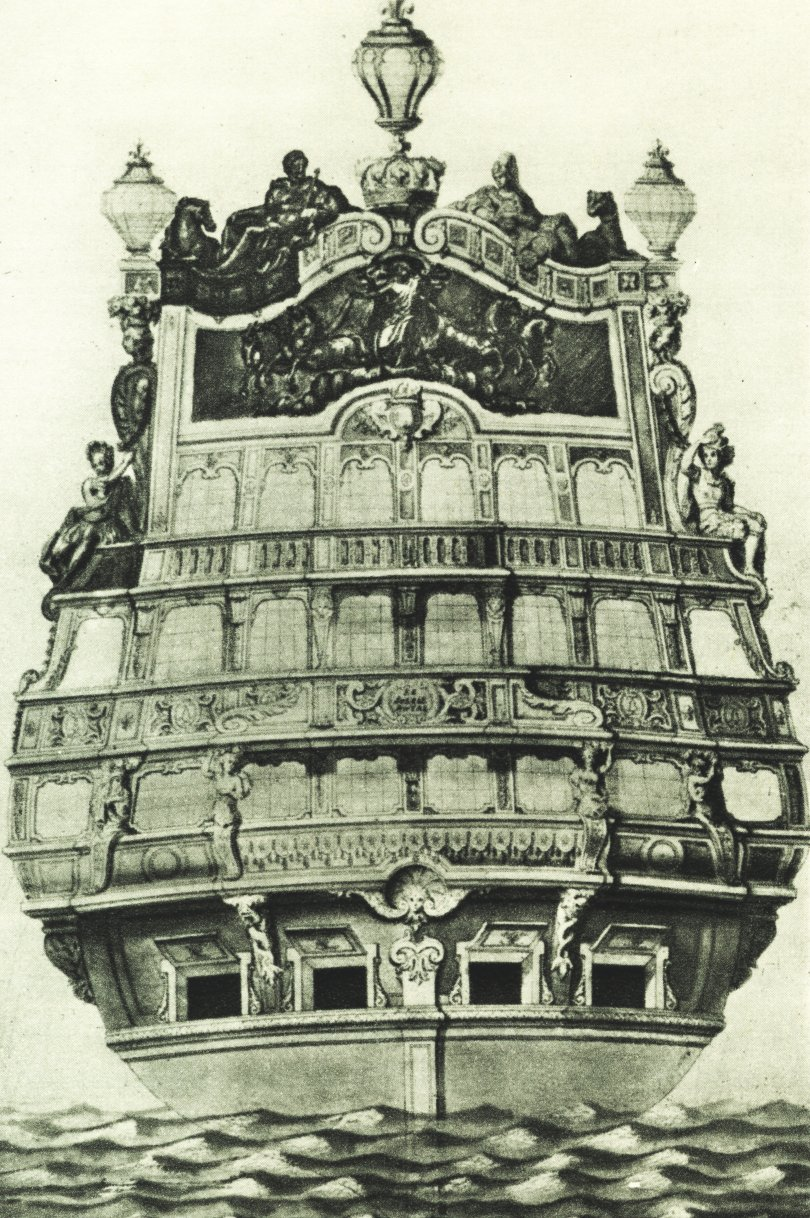
Fanals de situació a la popa de la Soleil-Royal-Berain

En l'àmbit mariner, hi ha els següents tipus de fanals o farons:
- Fanal de senyals . S'anomena així a qualsevol dels de senyals quan s'empren en nit de temporal.
- Fanal de la carn . Espècie de gàbia que es penja de l'estai de major o d'un altre paratge del vaixell perquè estigui ventilada la carn fresca que es posa i conserva dins mentre es va consumint.
- Fanal de mà . El que es fa servir per feines, panyols i rebost. És petit i comunament amb cristalls de talc.
- Fanal de popa o de cofa . Els que van col·locats en aquests llocs per manifestar la situació del cap d'una esquadra, dels caps de les divisions, etc.
- Fanals de combat . Els que es fan servir per il·luminar les bateries quan de nit es fa xafarranxo de combat. A cada rebuig es col·loca un assegurat a l'emmurallada.
- Fanals de dotació . Els que es fan servir per mantenir de nit a bord els llums que a cada vaixell li corresponen per reglament.
- Fanal de situació . Llums que fan servir de nit les embarcacions de vela o vapor per tal d'evitar els abordatges.

El fanal ha evolucionat per convertir-se en un aparell d'il·luminació que utilitza una bombeta al seu interior. Actualment, es diuen així també a les fanals d'una sola llum.
Els  fanals xinesos  són estructures de paper amb diversos plecs que tanquen una vela o una bombeta. A la Xina, se celebra la Festa dels fanals el dia 15 del primer mes lunar. Durant la seva celebració hi ha l'hàbit de confeccionar fanals.

## Fanals d'enllumenat públic
Inicialment les faroles o fanals eren d'oli i calia la dedicació de molts operaris per a encendre i apagar tot el sistema. També el manteniment era complicat: el ble estava situat molt alt i la seva revisió era laboriosa. Les faroles de gas es podien encendre des de terra amb un botafoc prou llarg.

### Barcelona
A Barcelona hi havia enllumenat per oli de 1752. L'enllumenat per gas, el primer d'Espanya, es va iniciar l'any 1842 i va finalitzar cap als anys seixanta del segle xx. Cada farola s'havia d'encendre i apagar per un operari.

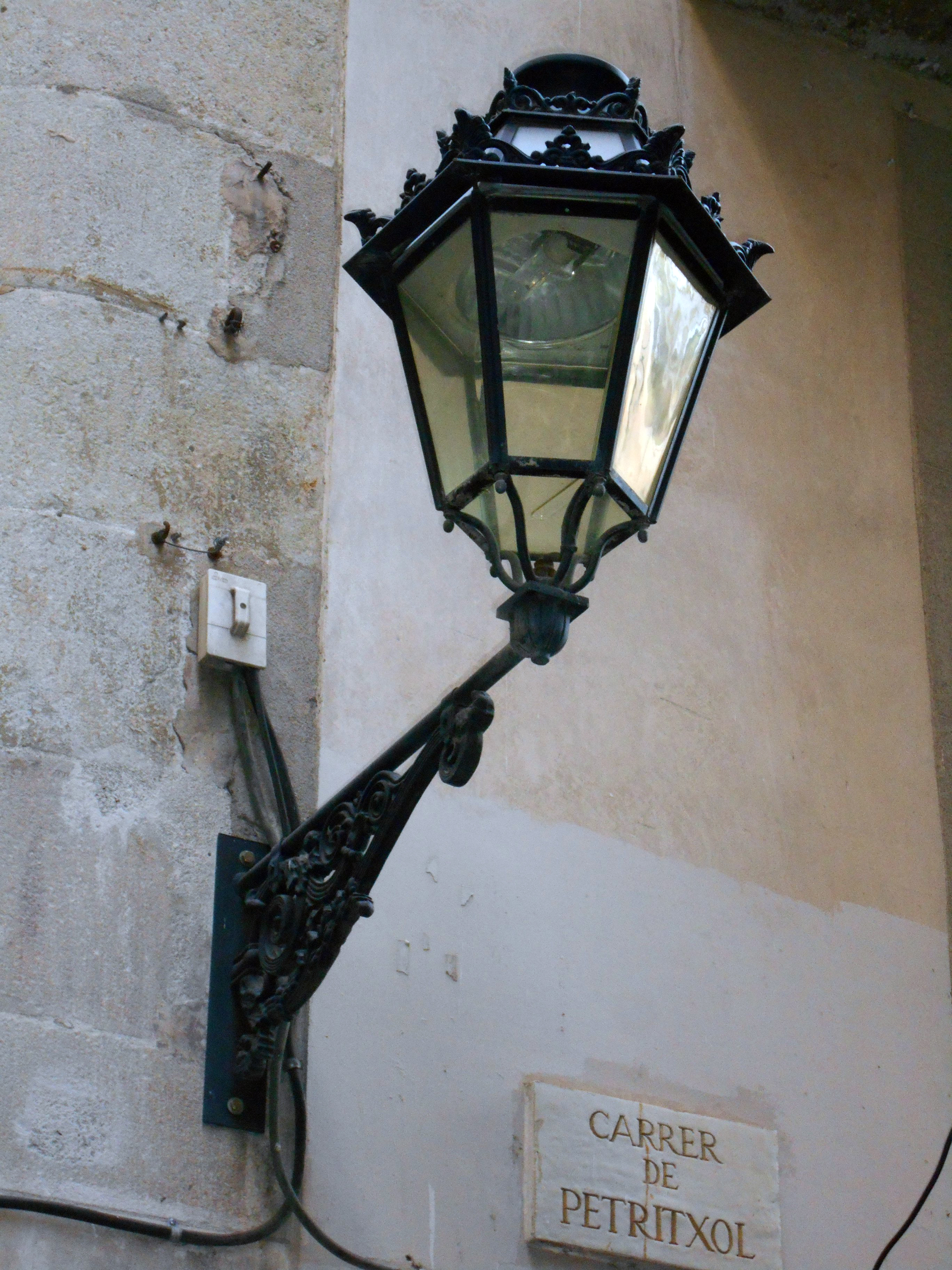
Fanal de paret, carrer Petritxol.
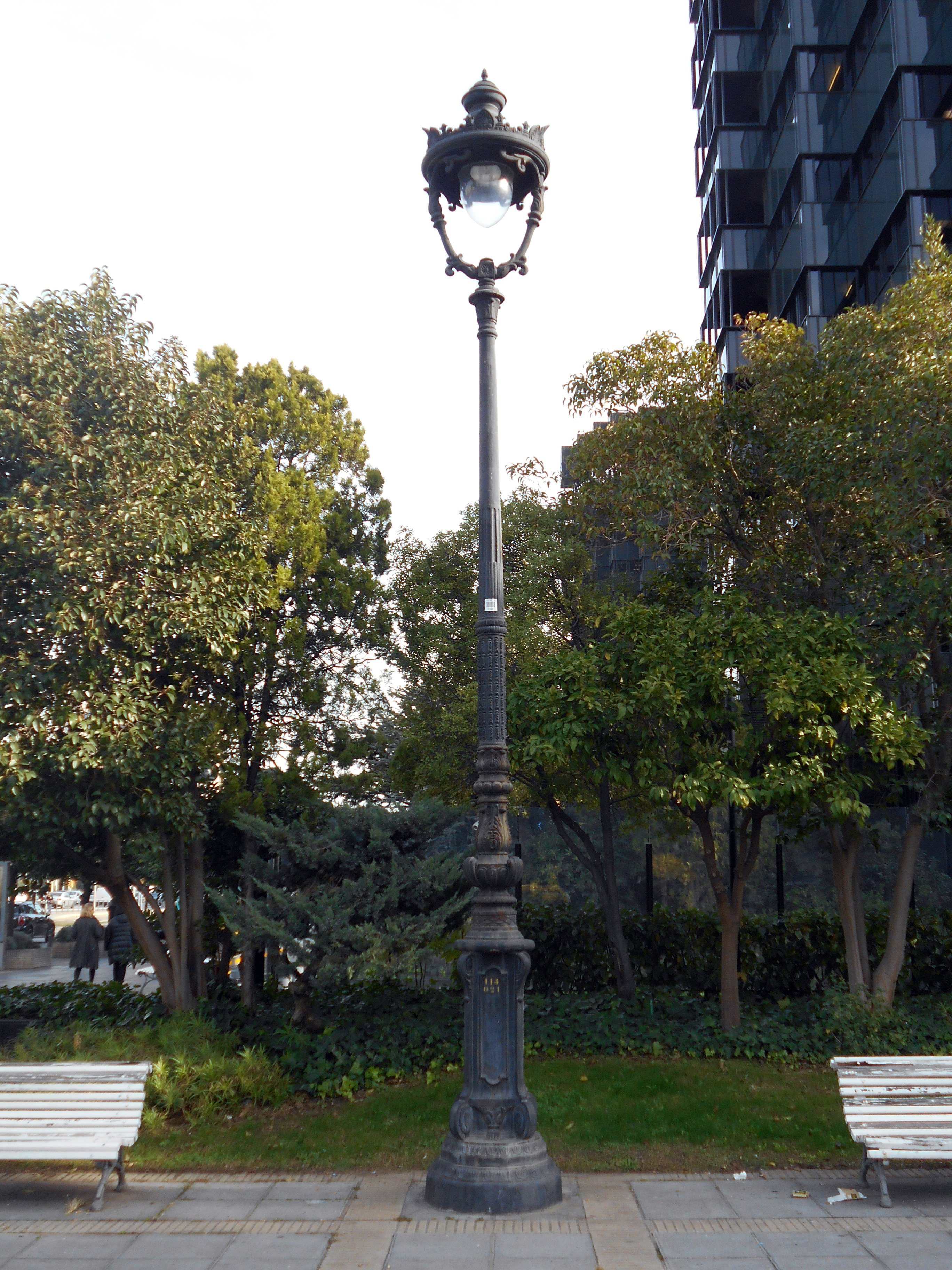
Fanal de peu tipus Lira, avinguda Diagonal.
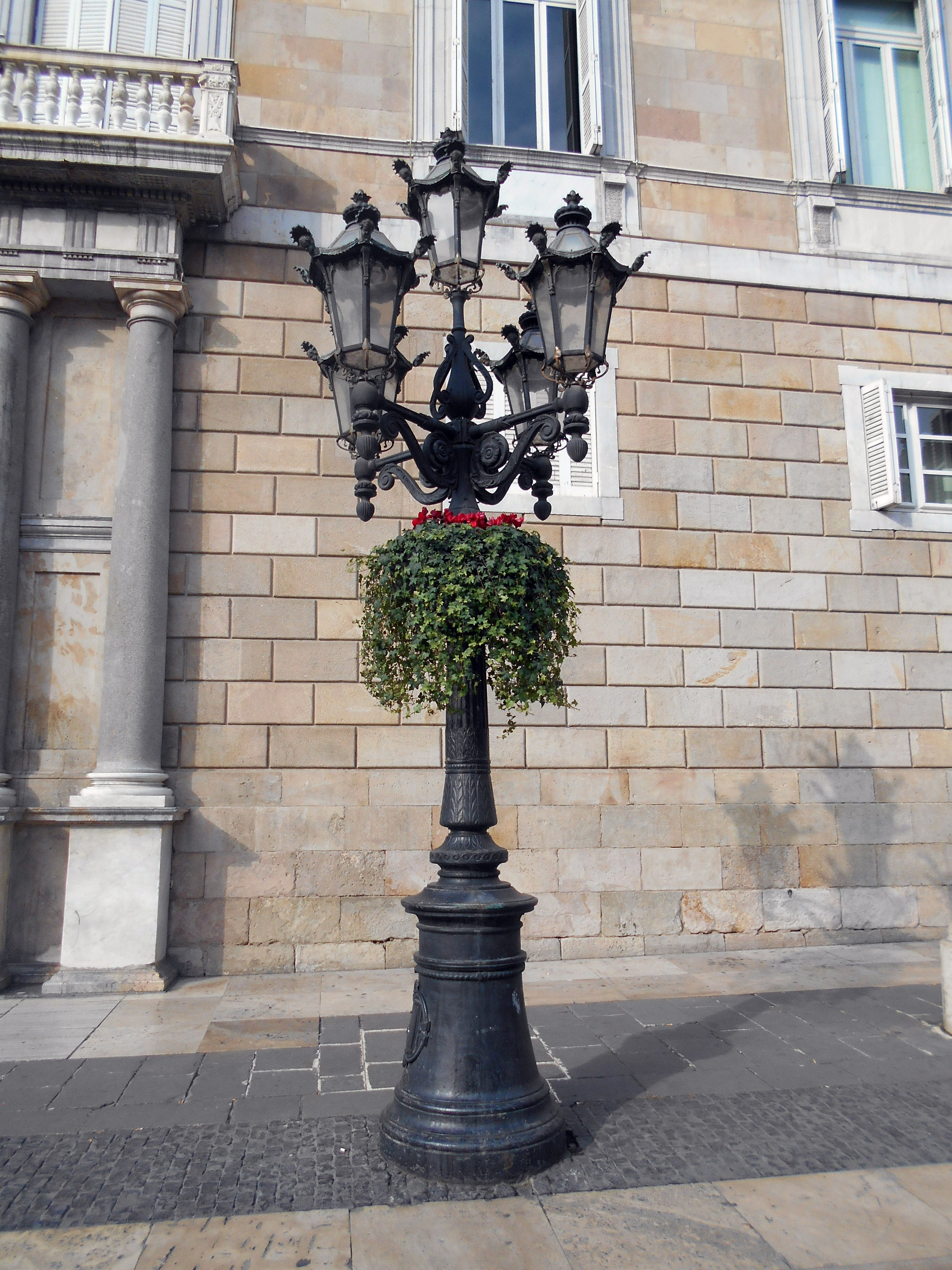
Canelobre de la plaça de Sant Jaume.
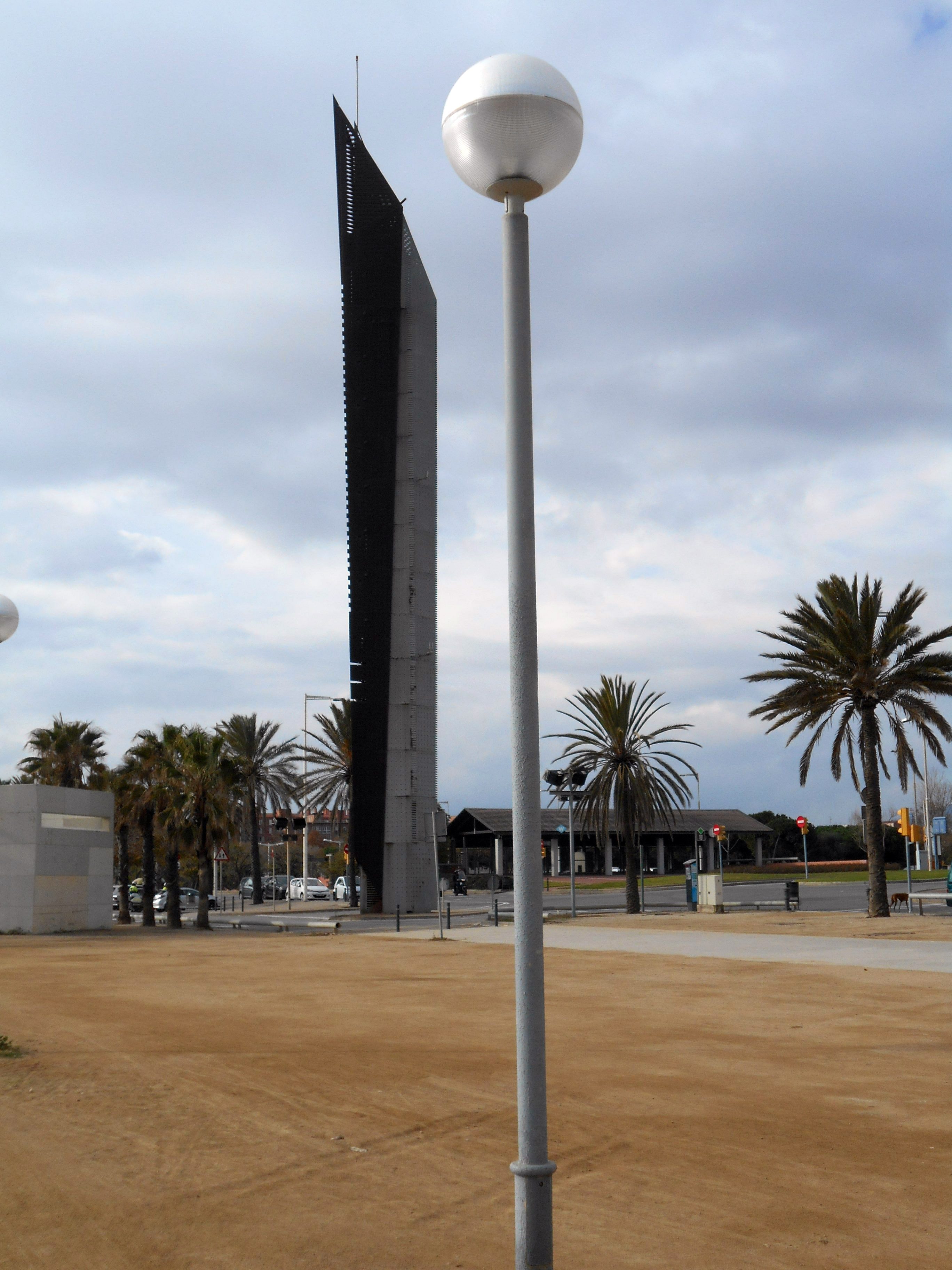
Columna Nikolson, platja de Bogatell.
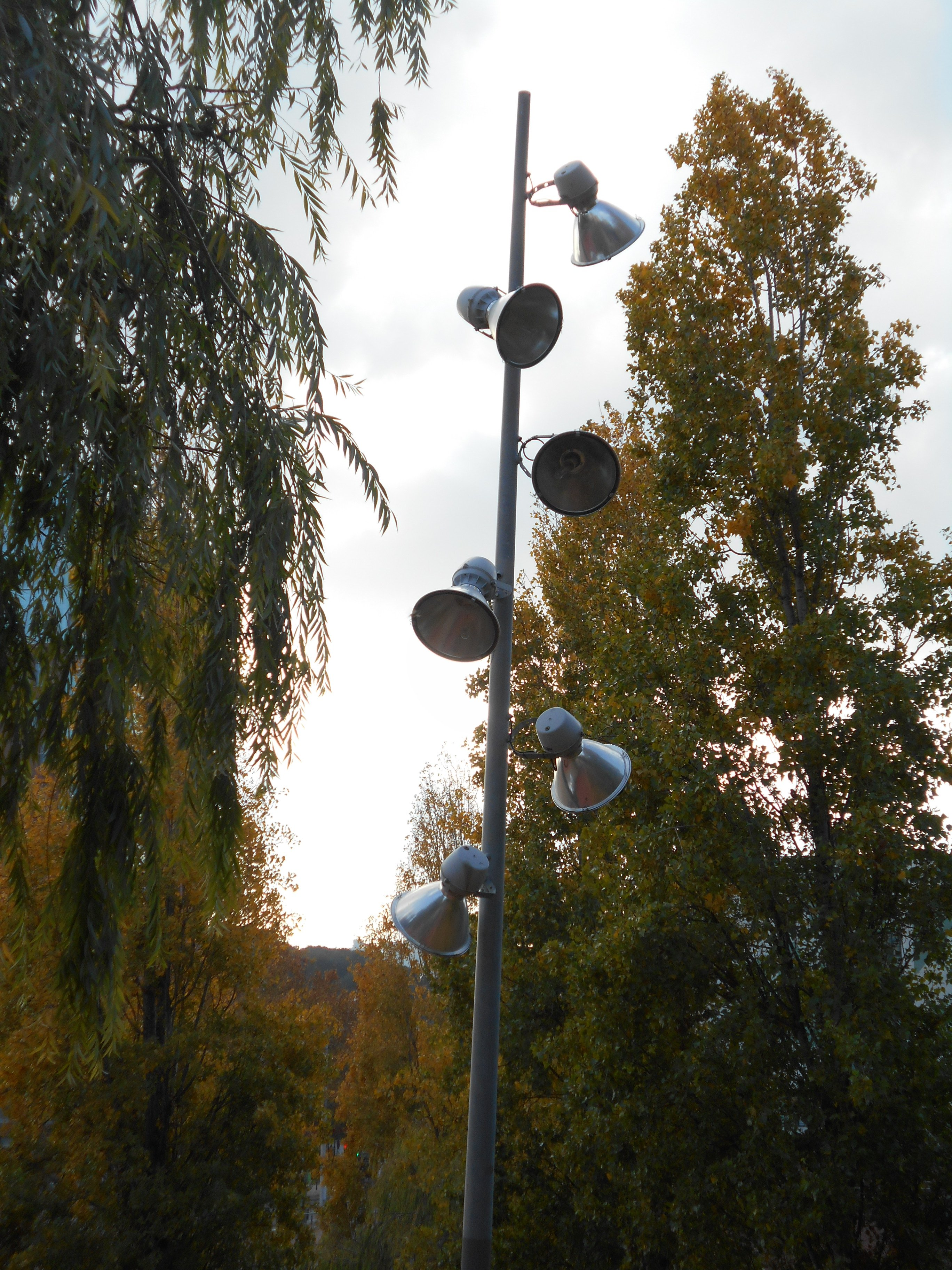
Columna model Kanya, parc Central de Nou Barris.
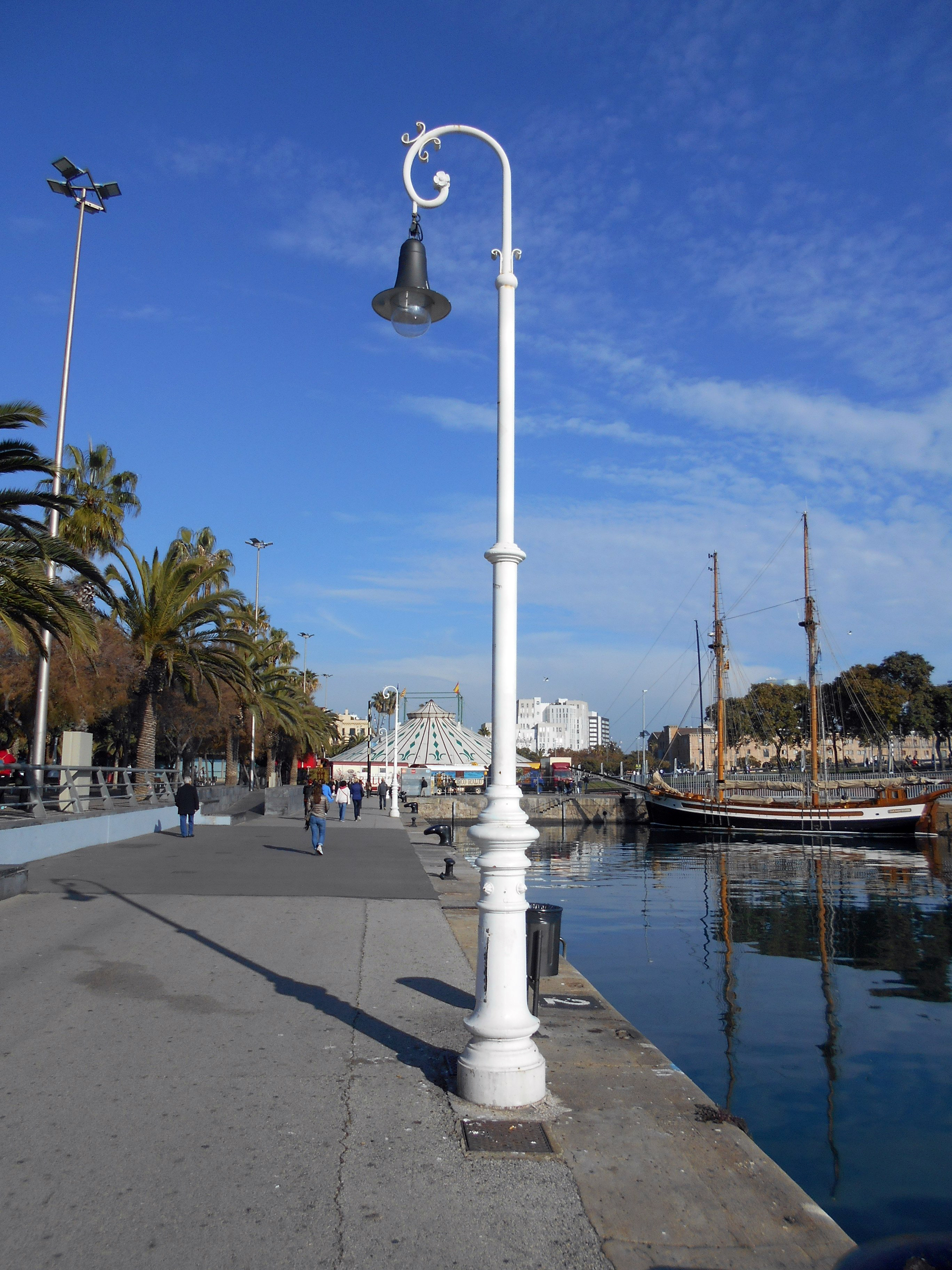
Bàcul clàssic, moll de Bosch i Alsina.
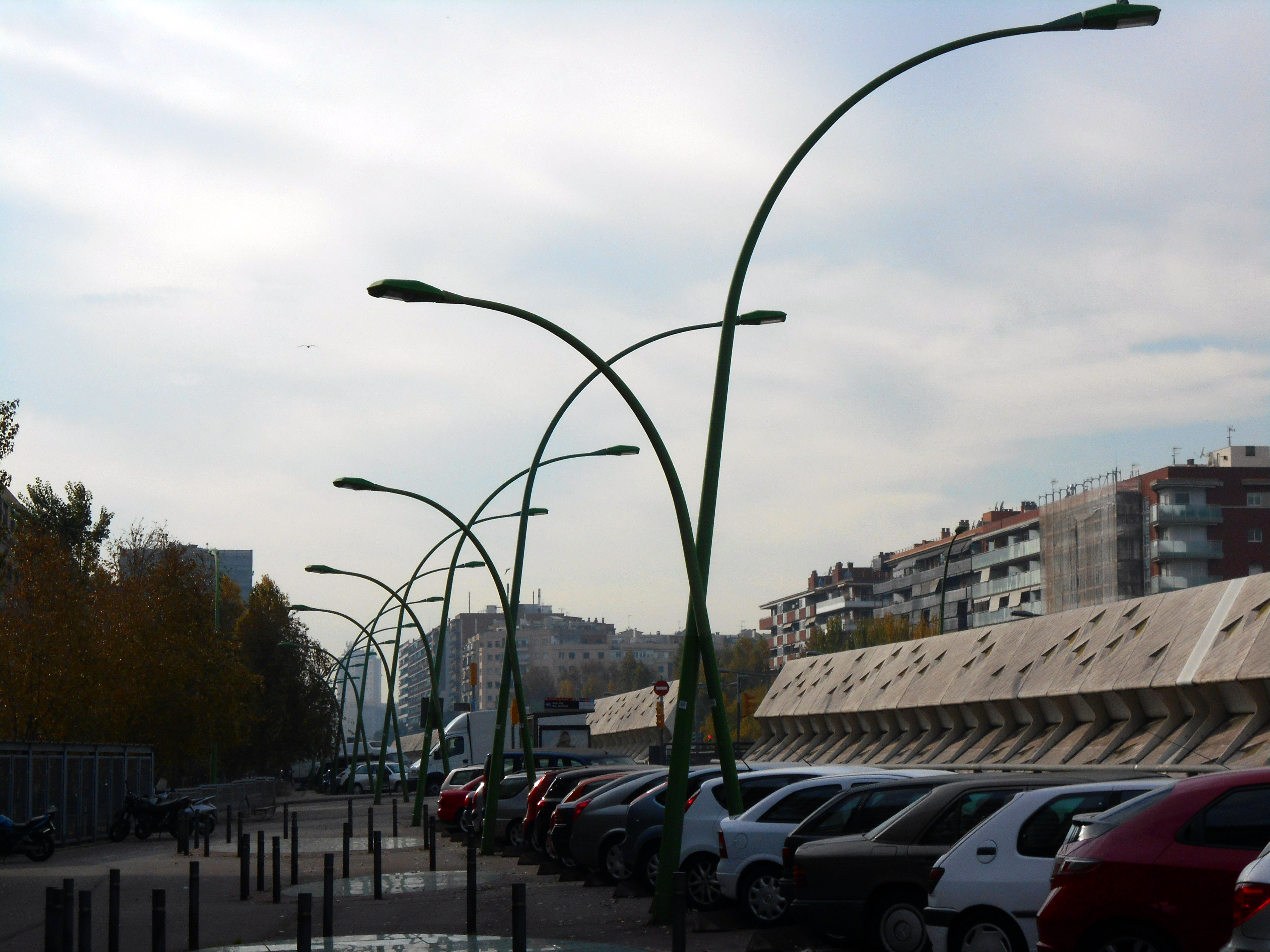
Bàcul modern, Gran Via de les Corts Catalanes.

### Contaminació lumínica
Un dels aspectes negatius de l'enllumenat públic és la contaminació lumínica. En el disseny de fanals cal tenir en compte l'excés de llum, especialment el dirigit cap al cel.

## Expressions relacionades
- Endavant amb els fanals.  Expressió amb què s'anima a perseverar en un projecte ja començat, particularment quan es tracta d'una empresa difícil o plena d'obstacles.